# Ferenc Ficza
Ferenc Ficza Jr. (Szekszárd, 13 de mayo de 1996) es un piloto de automovilismo húngaro, que se destaca en turismos. Ha competido en TCR International Series, SEAT León Eurocup, el Campeonato Europeo de Turismos y el Campeonato Mundial de Turismos, entre otros.

## Carrera

### Comienzos
Ficza comenzó su carrera en 2008 en el Campeonato Húngaro de Turismos. Disputó la Copa Suzuki Bio Húngara, ganando el campeonato en 2010.
En 2012. Ficza debutó en el Campeonato Europeo de Turismos, conduciendo un Alfa Romeo 156 del XFX Unicorse Team. Al año siguiente siguió en la categoría europea, pero manejando un SEAT León del Zengő Motorsport.
En 2014, disputó la Eurocopa SEAT León, donde terminó 6° con 51 puntos.
En marzo de 2015, se anunció que Ficza haría su debut en TCR International Series con el equipo húngaro Zengő Motorsport, sobre un SEAT León Cup Racer. Más tarde regresó al Campeonato Europeo de Turismos.

### Campeonato Mundial de Turismos
En 2016, disputó su primera temporada del Campeonato Mundial de Turismos con un Civic de Zengő Motorsport, terminando 20° con dos puntos.

### Vuelta a TCR Series
En 2017 corrió en varias carreras de TCR International Series en los equipos Zele Racing y Zengő. Al año siguiente también compitió en TCR Europa.

## Resultados

### TCR Internacional Series
(Clave) (negrita indica pole position) (cursiva indica vuelta rápida)

| Año  | Equipo           | Auto              | 1   | 2   | 3   | 4   | 5   | 6   | 7   | 8   | 9   | 10  | 11    | 12    | 13  | 14  | 15     | 16     | 17  | 18  | 19  | 20  | 21  | 22  | Pos. | Pts. |
| ---- | ---------------- | ----------------- | --- | --- | --- | --- | --- | --- | --- | --- | --- | --- | ----- | ----- | --- | --- | ------ | ------ | --- | --- | --- | --- | --- | --- | ---- | ---- |
| 2015 |                  |                   | MYS | MYS | CHN | CHN | ESP | ESP | POR | POR | ITA | ITA | AUT I | AUT I | RUS | RUS | AUT II | AUT II | SGP | SGP | THA | THA | MAC | MAC | 34.º | 3    |
| 2015 | Zengő Motorsport | SEAT León Racer   | 9   | 10† |     |     |     |     |     |     |     |     |       |       |     |     |        |        |     |     |     |     |     |     | 34.º | 3    |
| 2017 |                  |                   | GEO | GEO | BHR | BHR | BEL | BEL | ITA | ITA | AUT | AUT | HUN   | HUN   | ALE | ALE | THA    | THA    | CHN | CHN | EAU | EAU |     |     | 17.º | 32   |
| 2017 | Zele Racing      | SEAT León TCR SEQ | 23  | 13† | 11  | 6   |     |     | 10  | 10  |     |     |       |       |     |     |        |        |     |     |     |     |     |     | 17.º | 32   |
| 2017 | Zengő Motorsport | SEAT León TCR SEQ |     |     |     |     | 13  | 14  |     |     | WD  | WD  |       |       |     |     |        |        |     |     |     |     |     |     | 17.º | 32   |
| 2017 | Zengő Motorsport | KIA Cee’d TCR     |     |     |     |     |     |     |     |     |     |     | 19    | 14    | 12  | 10  |        |        |     |     |     |     |     |     | 17.º | 32   |

### Campeonato Mundial de Turismos
(Clave) (negrita indica pole position) (cursiva indica vuelta rápida)

| Año  | Equipo           | Automóvil        | 1         | 2         | 3         | 4         | 5         | 6         | 7         | 8         | 9        | 10       | 11       | 12      | 13       | 14       | 15       | 16       | 17       | 18       | 19       | 20       | 21      | 22      | 23       | 24       | Pos. | Puntos |
| ---- | ---------------- | ---------------- | --------- | --------- | --------- | --------- | --------- | --------- | --------- | --------- | -------- | -------- | -------- | ------- | -------- | -------- | -------- | -------- | -------- | -------- | -------- | -------- | ------- | ------- | -------- | -------- | ---- | ------ |
| 2016 | Zengő Motorsport | Honda Civic WTCC | FRA 1 DNS | FRA 2 DNS | SVK 1 Ret | SVK 2 DNS | HUN 1 DSQ | HUN 2 DSQ | MAR 1 DSQ | MAR 2 DSQ | GER 1 12 | GER 2 13 | RUS 1 15 | RUS 2 9 | POR 1 14 | POR 2 15 | ARG 1 WD | ARG 2 WD | JPN 1 18 | JPN 2 18 | CHN 1 14 | CHN 2 16 | THA 1 C | THA 2 C | QAT 1 13 | QAT 2 11 | 20°  | 2      |

### TCR Europe Touring Car Series
(Clave) (negrita indica pole position) (cursiva indica vuelta rápida)

| Año  | Equipo           | Auto          | 1   | 2   | 3   | 4   | 5   | 6   | 7   | 8   | 9   | 10  | 11  | 12  | 13  | 14  | Pos. | Pts. |
| ---- | ---------------- | ------------- | --- | --- | --- | --- | --- | --- | --- | --- | --- | --- | --- | --- | --- | --- | ---- | ---- |
| 2018 |                  |               | LEC | LEC | ZAN | ZAN | SPA | SPA | HUN | HUN | ASS | ASS | MON | MON | BAR | BAR | 25°  | 2    |
| 2018 | Zengő Motorsport | Cupra TCR DSG |     |     |     |     |     |     | Ret | 9   |     |     |     |     |     |     | 25°  | 2    |

#### DSG Challenge
(Clave) (negrita indica pole position) (cursiva indica vuelta rápida)

| Año  | Equipo           | Auto          | 1   | 2   | 3   | 4   | 5   | 6   | 7   | 8   | 9   | 10  | 11  | 12  | 13  | 14  | Pos. | Pts. |
| ---- | ---------------- | ------------- | --- | --- | --- | --- | --- | --- | --- | --- | --- | --- | --- | --- | --- | --- | ---- | ---- |
| 2018 |                  |               | LEC | LEC | ZAN | ZAN | SPA | SPA | HUN | HUN | ASS | ASS | MON | MON | BAR | BAR | 3°   | 25   |
| 2018 | Zengő Motorsport | Cupra TCR DSG |     |     |     |     |     |     | Ret | 1   |     |     |     |     |     |     | 3°   | 25   |